# Meteorium thunbergii
Meteorium thunbergii là một loài Rêu trong họ Meteoriaceae. Loài này được (Brid.) Mitt. mô tả khoa học đầu tiên năm 1869.